# Frontera entre Cuba i Mèxic
La frontera entre Cuba i Mèxic és totalment marítima i separa l'illa de Cuba de la Península de Yucatán a Mèxic i es troba al Mar Carib.
En juliol de 1976, els governs respectius acordaren sobre una línia fronterera definida pels arcs d'un gran cercle passant pels punts de les coordenandes geodèsiques següents, formant una frontera de 625 km.
- Punt 1 : 24° 56' 28.83" N., 86° 56' 16.69" O.
- Punt 2 : 23° 30' 31.50" N., 86° 24' 14.70" O.
- Punt 3 : 23° 26' 54.30" N., 86° 22' 33.80" O.
- Punt 4 : 22° 45' 32.80" N., 86° 06' 55.00" O.
- Punt 5 : 22° 18' 55.80" N., 86° 00' 35.20" O.
- Punt 6 : 21° 4l' 31.50" N., 85° 52' 43.40" O.
- Punt 7 : 21° 36' 00.10" N., 85° 51' 18.20" O.
- Punt 8 : 21° 35' 20.90" N., 85° 51' 9.30" O.
- Punt 9 : 20° 49' 36.40" N., 85° 32' 23.10" O.
- Punt 10 : 20° 17' 46.70" N., 85° 07' 24.25" O.
- Punt 11 : 20° 04' 37.10" N., 84° 57' 56.30" O.
- Punt 12 : 19° 39' 16.60" N., 84° 42' 46.50" O.
- Punt 13 : 19° 32' 25.80" N., 84° 38' 30.66" O.

El Punt 13 constitueix un trifini entre Cuba, Mèxic i Hondures. El Punt 1 no arriba pas a l'extremitat de la frontera cubanoestatunidenca.